# Eryk Rocha
Pour les articles homonymes, voir Rocha (homonymie).
Eryk Rocha, né le 19 janvier 1978 à Brasilia (Brésil), est un réalisateur, scénariste, producteur, monteur et directeur de la photographie brésilien.

## Biographie
Eryk Rocha est fils du réalisateur Glauber Rocha et de l'artiste et cinéaste Paula Gaitán (pt).

## Filmographie partielle

### Comme réalisateur et scénariste
- 2002 : Rocha que Voa
- 2004 : Quimera (uniquement réalisateur)
- 2008 : Pachamama
- 2010 : Transeunte
- 2015 : Campo de Jogo
- 2015 : El Aula Vacía
- 2016 : Cinema Novo
- 2024 : La Chute du ciel (A queda do céu), co-réalisé avec Gabriela Carneiro da Cunha

### Comme directeur de la photographie
- 2006 : Helena Zero (vidéo)
- 2008 : Pachamama
- 2009 : Olhos de Ressaca